# Cerven, Plovdiv
Cerven (în bulgară Червен) este un sat în comuna Asenovgrad, regiunea Plovdiv,  Bulgaria. 

## Demografie
Componența etnică a satului Cerven
     Bulgari (93,36%)
     Romi (2,68%)
     Nicio identificare (3,24%)
     Altele (0,7%)
La recensământul din 2011, populația satului Cerven era de 708 locuitori. Din punct de vedere etnic, majoritatea locuitorilor (93,36%) erau bulgari, cu o minoritate de romi (2,68%). Pentru 3,24% din locuitori nu este cunoscută apartenența etnică.